# 公共バス

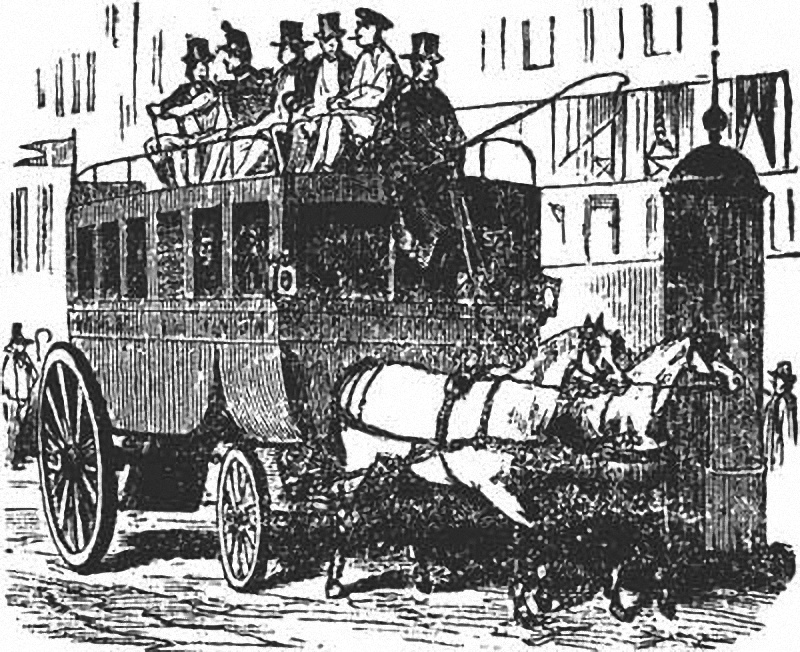
パリの乗合馬車19世紀後半）

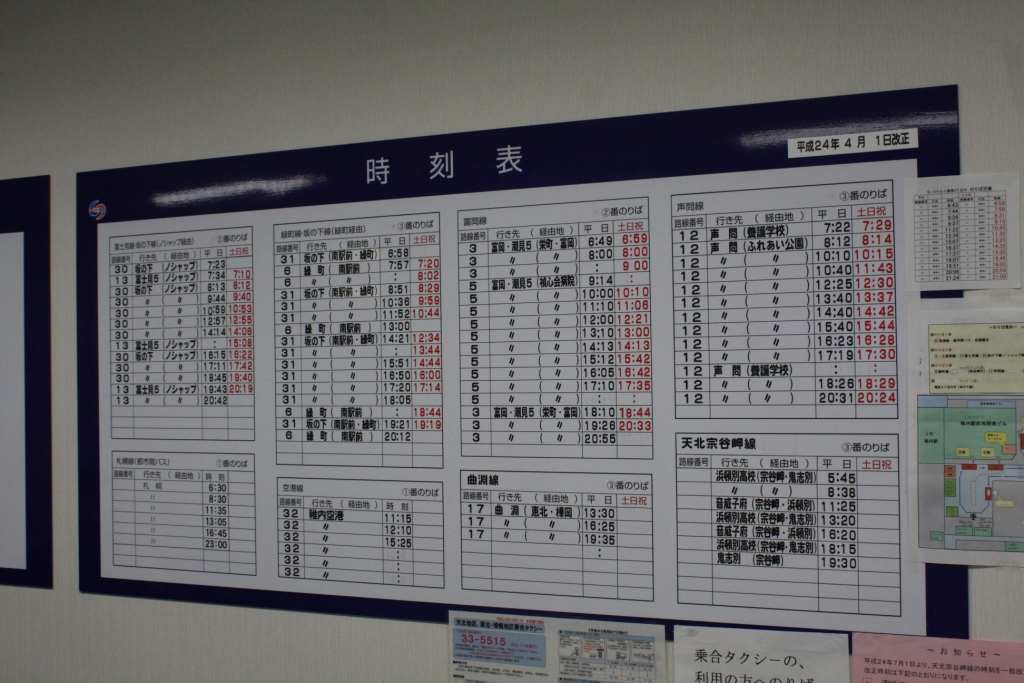
宗谷バスの時刻表（2012年）

公共バス（こうきょうバス、英語: Public bus transport service ）は一般の人たちが料金を払って乗れるバスまたは同様な車両によるサービスで、決められたバス停留所に時刻表に従って停まる公共交通機関のひとつである。

## 歴史

### 乗合馬車
乗合馬車の起源は1662年に既にフランスのパリであったという。1824年のイギリスのロンドンで決められた時刻表にあったとかの話もある。また、一般向けの乗合馬車はフランスのナントで1826年に始まったともいわれる。

### 乗合自動車
1923年設立のイェロー・コーチ製造会社（Yellow Coach Manufacturing Company）が乗合自動車を作った。この会社は1925年にゼネラルモーターズ（GE）が買収されて、GEおよびその他の会社が全米の路面電車会社を買収して廃止していったので、自動車を買ってもらうためのアメリカ路面電車スキャンダル」が起こったともいわれる。

## 公共バスの形態
公共バスには、いくつかの形態がある。

### 市内バス
市内バスは我々がよく乗る通勤用、通学用、買い物用などに利用するバスである。

### 長距離バス
道路網の整備、特に高速道路の整備が進むに従って、長距離バスのサービスが始まった。

### 特殊なバス
特殊なバスとして、スクールバス（幼稚園バスを含む）、飛行場から大都市へのリムジンバスなどがある。

## 運営主体による分類
公共バスの運営主体により、公営バス、バス会社によるものなどがあり、公営バスが民営化されて民間バス会社へ移行する場合もある。